# Альянс свободных демократов
Альянс свободных демократов — Венгерская либеральная партия (также Союз свободных демократов; венг. Szabad Demokraták Szövetsége — a Magyar Liberális Párt, SZDSZ) — либеральная политическая партия в Венгрии.
Партия возникла на основе диссидентского движения и требовала радикальных либеральных преобразований. Регистрация Альянса состоялась 13 ноября 1988 года. К 1990 в парламенте Венгрии уже было 3 члена партии. На выборах 1990 года партия получила 23,83 % голосов и 92 депутатских места и не входила в правящую правоцентристскую коалицию.
По итогам выборов 1994 года (17,88 % голосов и 69 мандатов) Альянс вместе с Венгерской социалистической партией сформировал правящую коалицию во главе с социалистом Дьюлой Хорном, что стало неожиданностью из-за негативного отношения многих членов Альянса к ВСП — прямому потомку ВСРП.
По итогам выборов 1998 года (6,22 % голосов и 24 мандата) партия перешла в оппозицию правоцентристской коалиции Виктора Орбана. На выборах 2002 года партия получила лишь 5,18 % голосов и 20 мандатов, однако с участием Альянса был образован правящий кабинет во главе с социалистом Петером Медьеши. На выборах 2006 года партия повторила результат предыдущих выборов, получив 5,18 % голосов и 20 мандатов и сохранила своё место в правящей коалиции.
Весной 2008 года партия вышла из коалиции с социалистами, из-за чего Ференц Дьюрчань был вынужден сформировать правительство меньшинства. На выборах в Европарламент 2009 года партия получила 2,16 % голосов и не сумела провести ни одного своего депутата в Европарламент. На парламентских выборах 2010 года партия не сумела пройти в парламент.
Известными членами партии являются мэр Будапешта в 1990—2010 годах Габор Демски, президент Венгрии в 1990—2000 Арпад Гёнц, социолог и министр образования в 1996—1998 и 2002—2006 Балинт Мадьяр. В числе её основателей — Гашпар Миклош Тамаш, в 2000 году резко размежевавшийся с партией и ставший одним из ведущих левых интеллектуалов Венгрии.
Расформирована 30 октября 2013 года.